# Umuna
ʻUmuna ist eine unbewohnte Insel in der tonganischen Inselgruppe Vavaʻu.

## Geographie
Die Insel liegt südöstlich der Hauptinsel Vava'u und bildet zusammen mit Faioa, Kenutu und Lolo den nördlichen Teil des äußeren Riffsaums. Umuna ist etwas über einen Kilometer lang und fast unmittelbar mit Kenutu im Süden verbunden.

## Klima
Das Klima ist tropisch heiß, wird jedoch von ständig wehenden Winden gemäßigt. Ebenso wie die anderen Inseln der Vavaʻu-Gruppe wird ʻUmuna gelegentlich von Zyklonen heimgesucht.